# Gülablı
Gülablı (ou Abdal-Gülablı), est un village d'Azerbaïdjan, faisant partie du raion d'Agdam.
Il prit le nom de Vazgenashen (en arménien : Վազգենաշեն), lorsqu'il fut jusqu'en 2020, une communauté de la région de Martouni, au Haut-Karabagh. La population s'élevait à 226 habitants en 2005.

## Histoire
Gülablı est une localité faisant partie de jure du raion d'Agdam qui est prise par les forces arméniennes le 4 septembre 1992 au cours de la guerre du Haut-Karabagh et intégrée à la province de Martouni de la république autoproclamée du Haut-Karabagh. Le village actuel est ensuite construit spécifiquement pour accueillir des réfugiés arméniens avec des fonds du budget du Haut-Karabagh et l'aide de membres de la diaspora arménienne.
Le 9 novembre 2020, lors de la deuxième guerre du Haut-Karabagh, l'armée azerbaïdjanaise annonce avoir repris le contrôle du village. L'information est ensuite confirmée par les autorités arméniennes. Le 20 novembre, la population est évacuée vers d'autres localités du Haut-Karabagh et en Arménie.